# Gouvernement Abazović
Krivokapić Spajić
Le gouvernement Abazović (en monténégrin Vlada Dritan Abazovića / Влада Дритан Абазовића) est le gouvernement du Monténégro du 28 avril 2022 au 31 octobre 2023, sous la XIe législature du Parlement.
Il est dirigé par le libéral Dritan Abazović. Il est composé de membres du Parti socialiste populaire du Monténégro (SNP), de l'Action réformiste unie (URA), du Parti social-démocrate du Monténégro (SDP), du Parti bosniaque (BS), de la Liste albanaise (en) (AA/AS) et du Parti démocrate (en) (DP/PD). Il succède au gouvernement de Zdravko Krivokapić.

## Historique
Ce gouvernement minoritaire est dirigé par le nouveau Premier ministre libéral Dritan Abazović, précédemment vice-Premier ministre. Il est composé de membres du Parti socialiste populaire du Monténégro (SNP),  de l'Action réformiste unie (URA), du Parti social-démocrate du Monténégro (SDP), du Parti bosniaque (BS), de la Nouvelle force démocratique (FORCA), du Parti démocrate (en) (DP/PD) et de Civis. Ensemble, ils disposent de 16 députés sur 81, soit 19,75 % des sièges du Parlement. Le gouvernement bénéfice également du soutien sans participation du Parti démocratique des socialistes du Monténégro (DPS), qui possède de 30 députés sur 81, soit 37 % des sièges.
Il succède donc au gouvernement de Zdravko Krivokapić, renversé par une motion de censure et composé de technocrates et soutenu par une coalition entre Pour le futur du Monténégro (ZBCG), La paix est notre nation (MNN) et l'Action réformiste unie (URA).

### Formation
Le 19 janvier 2022, l'Action réformiste unie annonce le dépôt d'une motion de censure conjointement avec les partis de l'opposition parlementaire, officiellement dans le but de vérifier si le gouvernement Krivokapić dispose toujours d'une majorité au Parlement. La motion est soumise au vote le 4 février et est adoptée par 43 voix pour et 11 voix contre, tandis que le principal groupe parlementaire de l'ex-majorité gouvernementale préfère boycotter le scrutin. Le vice-Premier ministre Dritan Abazović annonce son intention de mener des négociations afin d'établir un gouvernement minoritaire, auquel toutes les formations d'opposition — dont le Parti démocratique des socialistes du président Milo Đukanović — promettent leur soutien,.
Formellement chargé de former le nouvel exécutif monténégrin le 3 mars suivant, Abazović obtient le 28 avril la confiance des députés par 45 voix favorables, lors d'un vote boycotté par Pour le futur du Monténégro et La paix est notre nation.

### Renversement
Le 20 août, le gouvernement perd sa majorité avec l'adoption d'une motion de censure par le parlement à la suite de la signature d'un accord entre l'État et l'Église orthodoxe.

## Composition
| Poste | Titulaire | Titulaire                              | Parti      |
| --- | --------- | -------------------------------------- | ---------- |
| Premier ministre |           | Dritan Abazović                        | URA        |
| Vice-Première ministre Chargée des Affaires étrangères, de l'Intégration européenne et de la Coopération régionale Ministre des Affaires européennes |           | Jovana Marović                         | URA        |
| Vice-Premier ministre Chargé du Système économique Ministre de l'Agriculture, des Forêts et de la Gestion des Eaux                                   |           | Vladimir Joković                       | SNP        |
| Vice-Premier ministre Chargé du Système politique et de la Politique intérieure Ministre de la Défense                                               |           | Raško Konjević (jusqu'au 26/10/2022)   | SDP        |
| Vice-Premier ministre Chargé du Développement régional Ministre des Investissements en capital                                                       |           | Ervin Ibrahimović                      | BS         |
| Ministre de la Justice |           | Marko Kovač                            | SNP        |
| Ministre de l'Intérieur Ministre de la Défense par intérim (à partir du 26/10/2022)                                                                  |           | Filip Adžić                            | URA        |
| Ministre des Finances |           | Aleksandar Damjanovic                  | SNP        |
| Ministre des Affaires étrangères |           | Ranko Krivokapić (jusqu'au 26/10/2022) | SDP        |
| Ministre des Affaires étrangères |           | Dritan Abazović (intérim)              | URA        |
| Ministre du Développement économique et du Tourisme                                                                                                  |           | Goran Đurović                          | URA        |
| Ministre des Sports et de la Jeunesse |           | Vasilije Lalošević                     | SNP        |
| Ministre de l'Administration publique |           | Marash Dukaj                           | FORCA      |
| Ministre du Travail et de la Protection sociale |           | Admir Adrović                          | BS         |
| Ministre de l'Éducation |           | Miomir Vojinović                       | SNP        |
| Ministre de la Santé |           | Dragoslav Šćekić                       | SNP        |
| Ministre de la Culture et des Médias |           | Maša Vlaović                           | Ind.       |
| Ministre de l'Écologie, de l'Aménagement du territoire et de l'Urbanisme                                                                             |           | Ana Novaković Đurović                  | URA        |
| Ministre des Droits de l'homme et des Minorités |           | Fatmir Gjeka                           | DP/PD (en) |
| Ministre du Développement scientifique et Technologique                                                                                              |           | Biljana Šćepanović                     | Ind.       |
| Ministre sans portefeuille |           | Zoran Miljanić                         | Civis      |
| Ministre sans portefeuille |           | Adrijan Vuksanović                     | HGI        |